# ورکیلمبی
ورکیلمبی (به انگلیسی: Verkilambi) یک زیستگاه انسانی در هند است که در Kanyakumari district واقع شده‌است.

## خصوصیات
ورکیلمبی ۱۷٬۹۸۲ نفر جمعیت دارد.